# 森清 (千葉県の政治家)
森 清（もり きよし、1915年10月8日 - 1968年6月9日）は、日本の政治家。実業家。国務大臣総理府総務長官を歴任した。
衆議院議員を務めた森美秀は弟、森英介は甥。三木武夫の妻睦子は妹である。

## 来歴・人物
千葉県に生まれる。父は昭和電工の創業者で衆議院議員の森矗昶。1938年（昭和13年）、京都帝国大学理学部地質鉱物学科を卒業。満洲鉱業開発勤務から、兄の森曉が社長となっていた日本冶金工業に入社し、取締役として兄を補佐する。父の創業した昭和火薬の社長も務めた。
1952年（昭和27年）、第25回衆議院議員総選挙に当時の千葉3区から立候補し初当選（当選同期に福田赳夫・大平正芳・黒金泰美・植木庚子郎・内田常雄・丹羽喬四郎・灘尾弘吉・宇都宮徳馬・加藤精三・山崎巌・今松治郎・重政誠之・町村金五・古井喜実など）。以後、当選7回。自由党・自由民主党に所属。行政管理政務次官、通産政務次官を経て、1966年（昭和41年）、第1次佐藤再改造内閣で総理府総務長官として入閣した。自民党では河野派に属したが、1965年（昭和40年）に河野一郎が亡くなると、派閥の運営方針をめぐって中曽根康弘らと対立。その後派閥は分裂し、以後は森派を形成して一派を率いた。
1968年（昭和43年）6月9日、腎性高血圧で加療中の所に尿毒症を併発し、世田谷区成城町の自宅で死去。享年52。
森の死後、選挙区の地盤は弟の美秀が、派閥は園田直が引き継いだ。

## 家族・親族
- 妻・毬（1917年8月30日生[1] - ）
- 長女・摩耶（1935年 - ）
- 二女・木の実（1937年 - ）
- 長男・直幹（1938年12月  - ）
- 二男・秀樹（1946年12月 －）

## その他
1966年（昭和41年）新東京国際空港（現・成田国際空港）の建設地が千葉県の富里・八街から現在地である成田・芝山に変更された際、川島正次郎自民党副総裁と共に政府と友納武人千葉県知事の間を取り持ったとされる。